# 16. Arany Málna-gála
A 16. Arany Málna-gálán (Razzies) – az Oscar-díj-átadó paródiájaként – az amerikai filmipar 1995. évi legrosszabb alkotásait, illetve alkotóit díjazták tizenegy kategóriában. A díjazottak megnevezésére 1996. március 24-én, a 68. Oscar-gála előtti estén került sor a Hollywood Roosevelt Hotel „Academy” termében.
Az Arany Málna díj történetében másodszor fordult elő, hogy egy film több jelölést kapjon, mint amennyi kategória van; 13 jelölésével és 7 díjával a Showgirls túlszárnyalta a Lonely Lady 1984-es rekordját (11 jelölés, 6 díj). A díjak számát tekintve csak a Háború a Földön tudta utolérni 2001-ben, és 8 díjával túlszárnyalni 2008-ban a Tudom, ki ölt meg című horrorfilm. 7-7 jelölést kapott a Roland Joffé és Andrew G. Vajna produkciós munkájával forgatott filmdráma, A skarlát betű, valamint  a Kongó című kalandfilm – az előbbi egy díjat el is vitt. Kiemelkedett még a mezőnyből a Waterworld – Vízivilág (4 jelölésből 1 díj) és a Pat, a rejtélyes című vígjáték (5 jelölés, díj nélkül).
A 16. Arany Málna-gála mérföldkőnek számít a Razzie történetében: először fordult elő, hogy a jelöltek közül valaki megjelenjen a díjkiosztón. A holland Paul Verhoeven, a Showgirls című, modern Las Vegas-i mese rendezője megtette ezt, és a közönség hangos ovációja mellett személyesen vette át a legrosszabb filmnek és a legrosszabb rendezőnek odaítélt Arany Málnát. Elmondta: mint „beteg és perverz és undorító” valakit üldözték el hazájából, és boldog, hogy az Egyesült Államokba jőve díjat nyert.

## Díjazottak és jelöltek
| „Győztes” |

| Kategória                         | „Győztesek” és jelöltek                                                                                                  |
| --------------------------------- | --- |
| Legrosszabb film                  | Showgirls, producer: Alan Marshall és Charles Evans (Metro-Goldwyn-Mayer/United Artists)                                 |
| Legrosszabb film                  | Kongó, producer: Kathleen Kennedy és Sam Mercer (Paramount Pictures)                                                     |
| Legrosszabb film                  | Pat, a rejtélyes, producer: Charles B. Wessler (Touchstone Pictures)                                                     |
| Legrosszabb film                  | A skarlát betű, producer: Roland Joffé és Andrew G. Vajna (Hollywood Pictures)                                           |
| Legrosszabb film                  | Waterworld – Vízivilág, producer: Charles Gordon, John Davis és Kevin Costner (Universal Studios)                        |
| Legrosszabb remake vagy folytatás | A skarlát betű, producer: Roland Joffé és Andrew G. Vajna (Hollywood Pictures)                                           |
| Legrosszabb remake vagy folytatás | Ace Ventura 2. – Hív a természet, producer: James G. Robinson (Warner Bros.)                                             |
| Legrosszabb remake vagy folytatás | Dr. Jekyll Junior, producer: Robert Shapiro és Jerry Leider (Savoy Pictures)                                             |
| Legrosszabb remake vagy folytatás | Showgirls, producer: Alan Marshall és Charles Evans (MGM/United Artists) (A Mindent Éváról és The Lonely Lady remake-je) |
| Legrosszabb remake vagy folytatás | Elátkozottak faluja, producer: Michael Preger és Sandy King (Universal Studios)                                          |
| Legrosszabb férfi főszereplő      | Pauly Shore – Kőkemény igazság                                                                                           |
| Legrosszabb férfi főszereplő      | Kevin Costner – Waterworld – Vízivilág                                                                                   |
| Legrosszabb férfi főszereplő      | Kyle MacLachlan – Showgirls                                                                                              |
| Legrosszabb férfi főszereplő      | Keanu Reeves – Johnny Mnemonic – A jövő szökevénye és Pár lépés a mennyország                                            |
| Legrosszabb férfi főszereplő      | Sylvester Stallone – Bérgyilkosok és Dredd bíró                                                                          |
| Legrosszabb női főszereplő        | Elizabeth Berkley – Showgirls mint Nomi Malone/Polly Ann Costello                                                        |
| Legrosszabb női főszereplő        | Cindy Crawford – Tiszta játszma                                                                                          |
| Legrosszabb női főszereplő        | Demi Moore – A skarlát betű                                                                                              |
| Legrosszabb női főszereplő        | Julia Sweeney – Pat, a rejtélyes                                                                                         |
| Legrosszabb női főszereplő        | Sean Young – Dr. Jekyll Junior                                                                                           |
| Legrosszabb férfi mellékszereplő  | Dennis Hopper – Waterworld – Vízivilág                                                                                   |
| Legrosszabb férfi mellékszereplő  | Tim Curry – Kongó |
| Legrosszabb férfi mellékszereplő  | Robert Davi – Showgirls                                                                                                  |
| Legrosszabb férfi mellékszereplő  | Robert Duvall – A skarlát betű                                                                                           |
| Legrosszabb férfi mellékszereplő  | Alan Rachins – Showgirls                                                                                                 |
| Legrosszabb női mellékszereplő    | Madonna – Négy szoba |
| Legrosszabb női mellékszereplő    | Amy, a beszélő gorilla – Kongó                                                                                           |
| Legrosszabb női mellékszereplő    | Bo Derek – Tommy Boy |
| Legrosszabb női mellékszereplő    | Gina Gershon – Showgirls                                                                                                 |
| Legrosszabb női mellékszereplő    | Lin Tucci – Showgirls |
| Legrosszabb filmes páros          | Bármely két személy (vagy testrész!) együtt – Showgirls                                                                  |
| Legrosszabb filmes páros          | William Baldwin és Cindy Crawford – Tiszta játszma                                                                       |
| Legrosszabb filmes páros          | Tim Daly és Sean Young – Dr. Jekyll Junior                                                                               |
| Legrosszabb filmes páros          | Dave Foley és Julia Sweeney – Pat, a rejtélyes                                                                           |
| Legrosszabb filmes páros          | Demi Moore és Robert Duvall vagy Gary Oldman – A skarlát betű                                                            |
| Legrosszabb rendező               | Paul Verhoeven – Showgirls                                                                                               |
| Legrosszabb rendező               | Renny Harlin – A kincses sziget kalózai                                                                                  |
| Legrosszabb rendező               | Roland Joffé – A skarlát betű                                                                                            |
| Legrosszabb rendező               | Frank Marshall – Kongó                                                                                                   |
| Legrosszabb rendező               | Kevin Reynolds – Waterworld – Vízivilág                                                                                  |
| Legrosszabb forgatókönyv          | Showgirls, írta: Joe Eszterhas                                                                                           |
| Legrosszabb forgatókönyv          | Kongó, forgatókönyv: John Patrick Shanley, Michael Crichton regénye alapján                                              |
| Legrosszabb forgatókönyv          | Pat, a rejtélyes, írta: Jim Emerson, Stephen Hibbert és Julia Sweeney, ez utóbbi által alkotott karakter alapján         |
| Legrosszabb forgatókönyv          | Jade, írta: Joe Eszterhas                                                                                                |
| Legrosszabb forgatókönyv          | A skarlát betű, forgatókönyv: Douglas Day Stewart, Nathaniel Hawthorne regényének szabad adaptálásával                   |
| Legrosszabb új sztár              | Elizabeth Berkley – Showgirls                                                                                            |
| Legrosszabb új sztár              | Amy, a beszélő gorilla – Kongó                                                                                           |
| Legrosszabb új sztár              | David Caruso – Jade és Megérint a halál                                                                                  |
| Legrosszabb új sztár              | Cindy Crawford – Tiszta játszma                                                                                          |
| Legrosszabb új sztár              | Julia Sweeney – Pat, a rejtélyes és Stuart, a család megmentője                                                          |
| Legrosszabb „eredeti” dal         | Showgirls „Walk into the Wind” című dala, írta: David A. Stewart és Terry Hall                                           |
| Legrosszabb „eredeti” dal         | Kongó „(Feel the) Spirit of Africa” című dala, zene: Jerry Goldsmith, szöveg: Lebo M                                     |
| Legrosszabb „eredeti” dal         | Mindörökké Batman „Hold Me, Thrill Me, Kiss Me, Kill Me” című dala, zene: U2, szöveg: Bono                               |

## A kategóriákban előforduló filmek
| Jelölés | Díj | Magyar cím                          | Eredeti cím                    |
| ------- | --- | ----------------------------------- | ------------------------------ |
| 13      | 7   | Showgirls                           | Showgirls                      |
| 7       | 1   | A skarlát betű                      | The Scarlet Letter             |
| 7       | 0   | Kongó                               | Congo                          |
| 5       | 0   | Pat, a rejtélyes                    | It's Pat                       |
| 4       | 1   | Waterworld – Vízivilág              | Waterworld                     |
| 3       | 0   | Dr. Jekyll Junior                   | Dr. Jekyll and Ms. Hyde        |
| 3       | 0   | Tiszta játszma                      | Fair Game                      |
| 2       | 0   | Jade                                | Jade                           |
| 1       | 1   | Kőkemény igazság                    | Jury Duty                      |
| 1       | 1   | Négy szoba                          | Four Rooms                     |
| 1       | 0   | Ace Ventura 2. – Hív a természet    | Ace Ventura: When Nature Calls |
| 1       | 0   | A kincses sziget kalózai            | Cutthroat Island               |
| 1       | 0   | Bérgyilkosok                        | Assassins                      |
| 1       | 0   | Dredd bíró                          | Judge Dredd                    |
| 1       | 0   | Elátkozottak faluja                 | Village of the Damned          |
| 1       | 0   | Johnny Mnemonic – A jövő szökevénye | Johnny Mnemonic                |
| 1       | 0   | Megérint a halál                    | Kiss of Death                  |
| 1       | 0   | Mindörökké Batman                   | Batman Forever                 |
| 1       | 0   | Pár lépés a mennyország             | A Walk in the Clouds           |
| 1       | 0   | Stuart, a család megmentője         | Stuart Saves His Family        |
| 1       | 0   | Tommy Boy                           | Tommy Boy                      |